# Cheiracanthium africanum
Cheiracanthium africanum is een spinnensoort uit de familie Cheiracanthiidae. De soort komt voor in Zimbabwe.
De wetenschappelijke naam van de soort werd in 1921 gepubliceerd door Roger de Lessert.